# Hatschekia obesa
Hatschekia obesa is een eenoogkreeftjessoort uit de familie van de Hatschekiidae. De wetenschappelijke naam van de soort is voor het eerst geldig gepubliceerd in 1905 door Goggio.